# Edward Turner (ingeniero)
Edward Turner (24 de enero de 1901 - 15 de agosto de 1973) fue un diseñador de motocicletas inglés. Como ingeniero diseñador de motores y empresario, estuvo vinculado a los fabricantes de motocicletas Ariel, Triumph y BSA, donde además diseñó los motores V8 utilizados por la compañía fabricante de automóviles Daimler, que pertenecía al grupo BSA.  

## Semblanza
Turner nació en 1901 en Camberwell, en el Municipio de Southwark (Londres), justo el día en que el rey Eduardo VII fue proclamado rey. Era hijo del ingeniero mecánico William Turner y de su esposa Frances.
Durante su juventud trabajó en la fábrica de cepillos para limpiar botellas propiedad de su padre. En 1915, con tan solo 14 años de edad, realizó su primer viaje en una motocicleta, una New Imperial Light Tourist. En 1925, la revista "The Motor Cycle" publicó los dibujos de un sencillo motor con árbol de levas en cabeza que había diseñado utilizando una serie de engranajes apilados verticalmente. Un rediseño posterior utilizaba engranajes cónicos para impulsar un árbol de levas vertical, operando las válvulas a través de balancines. Los únicos aspectos compartidos de los dos diseños eran el diámetro y la carrera, 74 x 81 mm (2,9 x 3,2 plg), con el cañón hundido en los cárteres. La culata se podía retirar sin desajustar el accionamiento de la válvulas.
Construyó su primera motocicleta en 1927, utilizando su segundo diseño, un motor monocilíndrico OHC de 350 cc. The Motor Cycle publicó una fotografía del motor patentado de Turner, montado en su motocicleta denominada Turner Special. La moto se matriculó para uso en carretera en el Ayuntamiento de Londres con la placa YP 9286. Utilizaba horquillas Webb y una caja de cambios Sturmey-Archer de tres velocidades.
Había residido en varias direcciones de Peckham y de  East Dulwich, en el distrito londinense de Southwark, y dirigía Chepstow Motors, una tienda de motocicletas en Peckham Road, concesionaria de Velocette, cuando concibió el motor Square Four en 1928. En ese momento estaba buscando trabajo, y  mostró los planos del diseño de su motor a varios fabricantes de motocicletas. El motor era esencialmente una pareja de dos bancadas bicilíndricas paralelas OHC, con las bielas unidas a un volante de inercia central mediante engranajes, con un bloque de cuatro cilindros de una pieza y una única culata. La idea del motor fue rechazada por BSA, pero Motocicletas Ariel aprobó el diseño y el motor se convirtió en el Ariel Square Four, y no en el BSA Square Four. A continuación, Jack Sangster, director de Ariel, contrató a Turner.
En 1929, Ariel tenía a Edward Turner y a Bert Hopwood trabajando a las órdenes del diseñador de motores Val Page. Turner, a los 28 años de edad, se casó con Edith Webley.

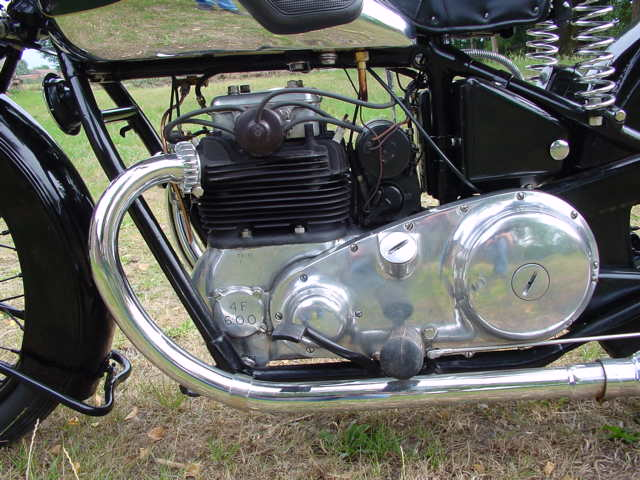
Detalle de un motor Ariel Square Four 4F de 600 cc (1932)

El primer Ariel Square Four 4F se mostró en el Salón de Motocicletas del Olympia de Londres en 1930, con una cilindrada de 500 cc y un árbol de levas en cabeza accionado por cadena. Este era más pesado y más lento que el prototipo original de Turner debido a los cambios de producción provocados por la Gran Depresión. Para compensar el peso adicional, Turner aumentó la capacidad del motor a 601 cc en el Modelo 4F6 de 1932. Ariel se declaró en quiebra en septiembre de 1932, pero fue comprada por Sangster, quien ascendió a Turner a diseñador jefe.
En 1936, Triumph decidió crear empresas independientes de motocicletas y automóviles, y vender la empresa de motocicletas. El propietario de Ariel, Jack Sangster, compró la compañía y le cambió el nombre a "Triumph Engineering Company". El motor Ariel Square Four cambió de la versión 4F 600 cc OHC a la versión 4G OHV 995 cc ese año.
Sangster nombró a Turner, ahora de 35 años, director general y diseñador jefe. En su nuevo cargo, recibía una comisión del 5% sobre las ganancias netas de la empresa y se convirtió en accionista con un 4,9% del capital social. Lo primero que hizo fue crear una oficina de diseño en la antigua fábrica. Val Page había dejado Triumph cuatro meses antes y se había unido a BSA, y Bert Hopwood llegó a Triumph como asistente de diseño de Turner. Ted Crabtree, quien también había estado en Ariel, se convirtió en Jefe de Compras, y Freddie Clarke fue nombrado Jefe de Ingeniería de Desarrollo: ambos eran motociclistas.
Turner examinó la línea de motores monocilíndricos Mk 5 de 250, 350 (3H) y 500 cc, y los racionalizó en tres motos deportivas de carretera: las Tiger 70, 80 y 90. Agregó bastidores de un solo tubo, engranajes de válvulas cerrados, escapes ascendentes, carcasas pulidas, nuevos diseños de pintura y tanques de gasolina cromados.

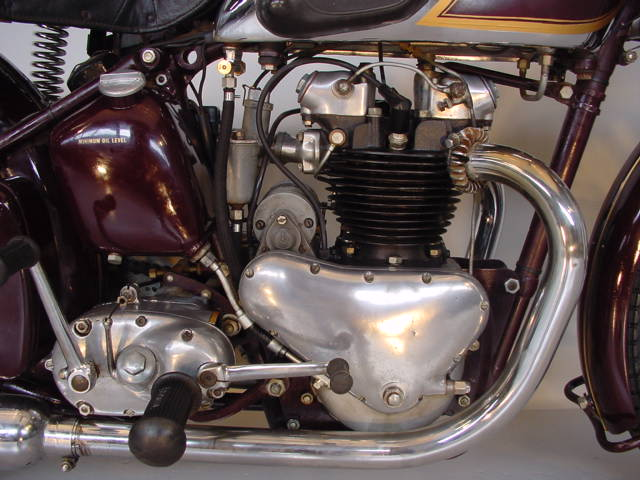
Detalle del motor Triumph Speed Twin de 500 cc (1938)

En julio de 1937, Turner presentó la Speed Twin de 500 cc, que se vendía a 75 libras esterlinas. Era más pequeña y pesaba cinco libras menos que la Tiger 90. Costaba 70 libras y obtuvo un gran éxito. El 5T Speed Twin (en el que posiblemente se basó el diseño del motor del automóvil Riley Nine) se convirtió en el estándar por el cual se juzgaba a otros motores bicilíndricos gemelos, y sus sucesores continuaron en producción hasta la década de 1980. La motocicleta con motor bicilíndrico paralelo original de 27 bhp era capaz de superar las 90 mph (145 km/h) y pesaba 361 lb (166 kg).
La esposa de Turner, Edith, murió en un accidente automovilístico cerca de Coventry el 8 de julio de 1939; en el mismo accidente en el que fallecieron la madre de la bailarina y coreógrafa Gillian Lynne y otros dos amigos. Turner se mantuvo en contacto con Gillian Lynne a partir de entonces.
Se suponía que el motor "sprung hub" de Turner entraría en producción en 1941, agregando 17 lb al peso de una motocicleta. Pero la guerra retrasó su introducción hasta 1948.
En 1942 diseñó un generador para el Ministerio del Aire utilizando un motor bicilíndrico vertical Triumph totalmente de aleación. Después de un acalorado desacuerdo con Jack Sangster, Turner renunció a su puesto en Triumph y rápidamente se convirtió en diseñador jefe en BSA, donde trabajó en un motor bicilíndrico gemelo vertical de válvulas laterales para el esfuerzo de Guerra. Bert Hopwood se convirtió en el nuevo diseñador de Triumph y Sangster lo puso a trabajar en un motor de 500 cc gemelo de válvulas laterales compitiendo por el mismo contrato.
En 1943 Bert Hopwood completó el diseño, pero nunca se produjo. Los prototipos de Triumph se presentaron en febrero, antes del lanzamiento previsto por BSA. Más tarde, el diseño se convirtió en el modelo TRW de la posguerra. A finales de octubre, Turner volvió a Triumph. Hopwood había estado trabajando en el diseño de un motor de cuatro cilindros en línea de 700 cc capaz de producir 50 bhp, pero el regreso de Turner a Triumph puso fin a ese plan.
Turner fue nuevamente nombrado director general en 1944. Los modelos Speed Twin, Tiger 100 y 350 cc 3T se lanzaron en 1945, con horquillas telescópicas, originalmente diseñadas por Turner, pero modificadas por Freddie Clarke después de que se descubrió que perdían aceite al hacer tope.

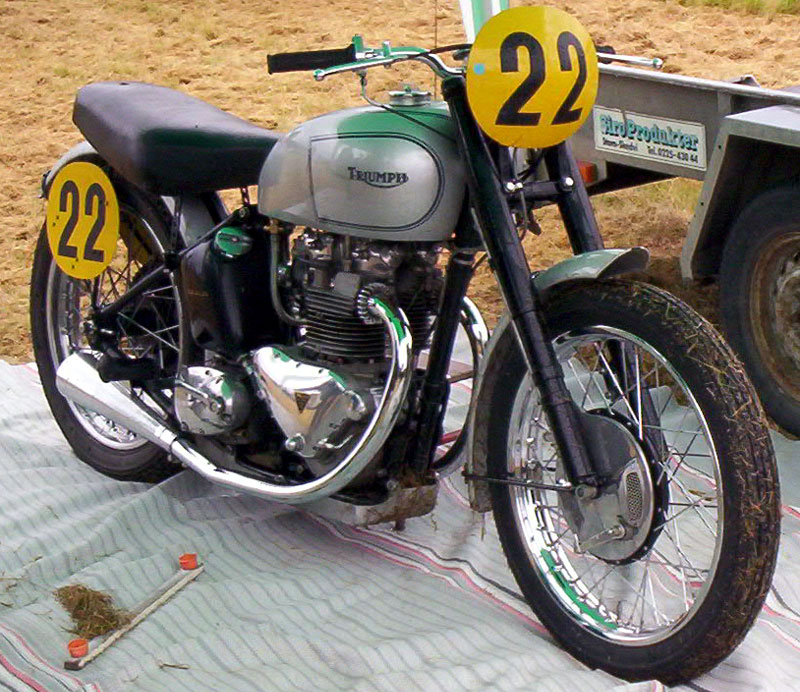
Triumph T100 GP de 500 cc (1947)

Ernie Lyons ganó en 1946 el primer Manx Grand Prix en una motocicleta Tiger 100 construida por Freddie Clarke usando como motor un generador de aleación construido durante la guerra. Turner, en Estados Unidos en ese momento, no era partidario de las carreras, y se enfureció cuando conoció la noticia, pero dedicó a Lyons una cena por la victoria de todos modos, y se fabricó un pequeño lote de réplicas de la T100 para su venta. Clarke renunció y se unió a AMC como ingeniero jefe de desarrollo. Bert Hopwood tuvo una discusión con Turner sobre las carreras, dejó Triumph y se mantuvo alejado de la compañía durante 14 años.
En 1948, se convenció a Turner para que permitiera la entrada de tres motores bicilíndricos gemelos de 500 cc en la Senior TT, pero ninguno de ellos se terminó, por lo que la experiencia solo se sumó a la oposición de Turner a las motos de competición de la fábrica.

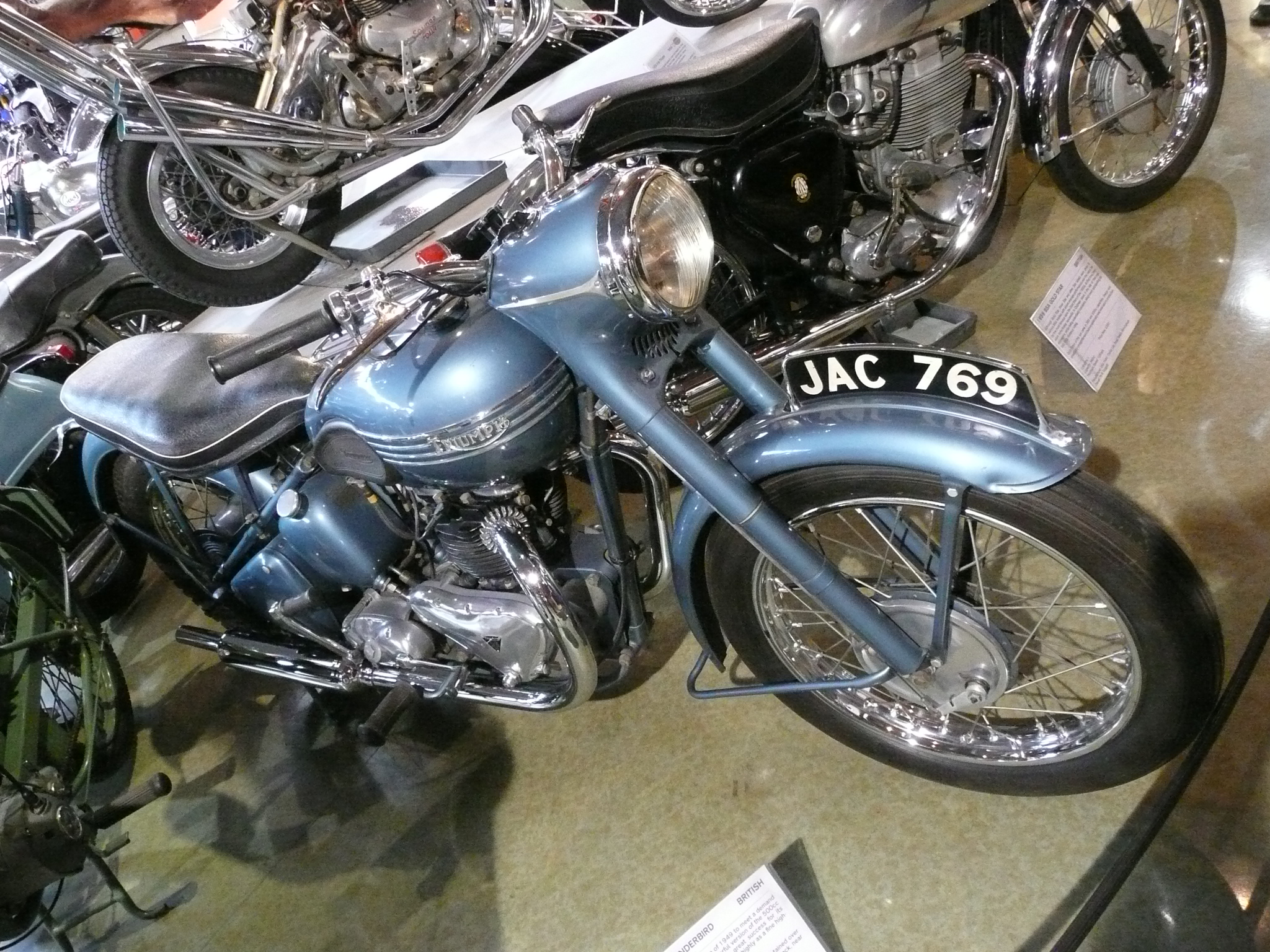
Una de las Triumph Thunderbird modelo 6T "Montlhery" de 1949, exhibida en el Museo Nacional del Motor en Beaulieu

La Triumph Thunderbird 6T de 650 cc, diseñada por Turner y desarrollada por Jack Wickes, fue lanzada el 20 de septiembre de 1949, cuando tres modelos cubrieron 500 millas a 90 mph (800 km a 145 km/h) en una demostración organizada en Montlhery. Esencialmente una versión tourer ampliada de la Speed Twin, la 6T fue diseñada para satisfacer el sustancial mercado de exportación estadounidense y se anunciaba como capaz de alcanzar una velocidad de 100 mph (161 km/h). La Thunderbird se convirtió en la moto favorita de las fuerzas policiales de todo el mundo.
Para 1950, Turner optó por una política de "baja utilización de cromados" y prohibió el uso de tanques de combustible de cromo, que no reaparecieron hasta la Triumph Bonneville T140LE "Royal Wedding" de 1981.
Una vez en producción, las primeras mejoras de rendimiento se hicieron efectivas a mediados del primer año, cuando se aumentó el tamaño del carburador. Este fue el año en que Turner expresó la creencia de que 650 cc era el límite práctico para el motor bicilíndrico gemelo vertical británico tradicional a 360°. Fue el último año del modelo T100 GP, aunque el T100C continuó y se lanzó el buje con resorte Mark 2.
Turner se involucró en el establecimiento de Triumph Corp., con sede en Estados Unidos, en Maryland, una empresa de distribución creada para atender los mercados de la costa este de Estados Unidos. Después de 1950, Estados Unidos se convirtió en el mayor cliente de Triumph.
En 1951 Sangster vendió Triumph a BSA por 2,5 millones de libras, habiendo vendido anteriormente Ariel a BSA en 1939. Como parte del acuerdo de venta, se unió al Grupo BSA como miembro de la junta. Las participaciones de Turner en Triumph le proporcionaron el 10% del importe total de la venta.
Se introdujo un kit de carreras para la Tiger 100, se rediseñaron las bicicletas con pintura nueva y apareció el primer asiento doble. El kit de carreras de la Tiger 100 se eliminó, y la T100C vino con el kit ya instalado. La T100C tuvo carburadores gemelos solo durante aquel año.

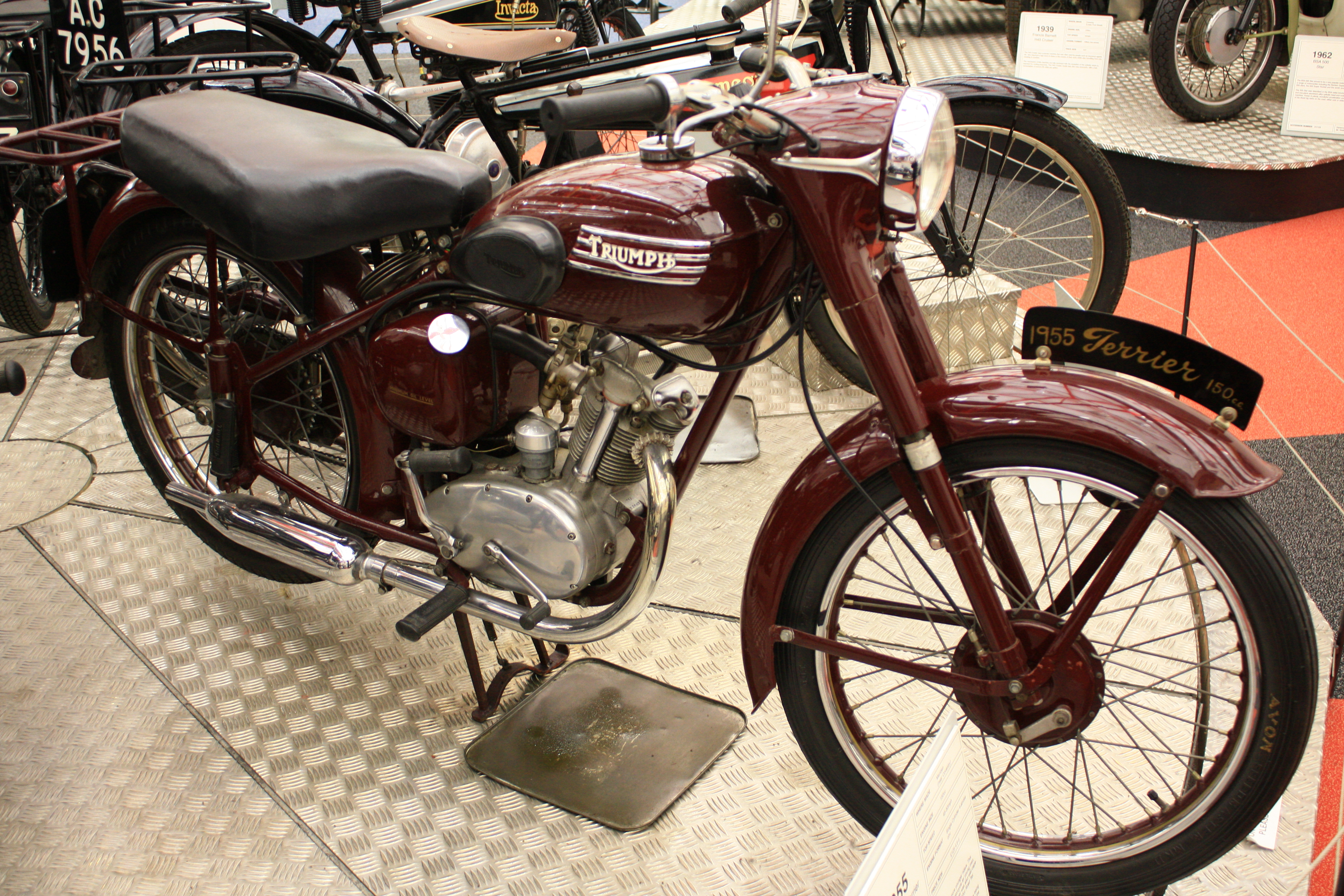
Triumph T15 Terrier de 1955 en el Museo del Transporte de Coventry

La primera moto ligera de Triumph desde 1933, la Terrier T15 tenía un motor OHV inclinado de 150 cc y cuatro velocidades, y se introdujo en 1953. Como resultado, los directores de Triumph (Turner, Bob Fearon y Alex Masters) viajaron desde Land's End hasta John O'Groat's para una demostración de la Terrier de 1000 millas que sirvió de reclamo publicitario, denominado el "Galope de Gaffers".[cita requerida].
En 1954, la versión más deportiva de 200 cc estaba disponible con el nombre de Tiger Cub.
En 1952, Turner se casó con Shirley Watts. La pareja tuvo dos hijas y un hijo.

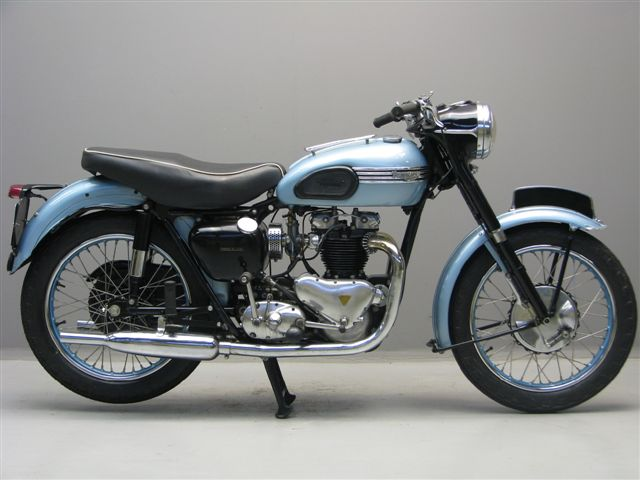
Triumph T110 de 650 cc (1954)

La Thunderbird de producción de 650 cc era una moto de turismo de baja compresión, y la Tiger 100 de 500 cc era el modelo de alto rendimiento. Eso cambió en 1954, junto con la introducción de los bastidores de brazo oscilante y el lanzamiento de la culata de aleación de la Tiger 110 de 650 cc, eclipsando a la Tiger 100 de 500 cc como modelo de alto rendimiento.
En 1956, después de una lucha en la sala de juntas por el poder y el control de la empresa, Jack Sangster se convirtió en presidente de BSA Group, sucediendo a Sir Bernard Docker. Nombró a Turner Director Ejecutivo de la División Automotriz (que comprendía BSA, Ariel, Triumph, Daimler y Carbodies, fabricante de taxis de Londres).

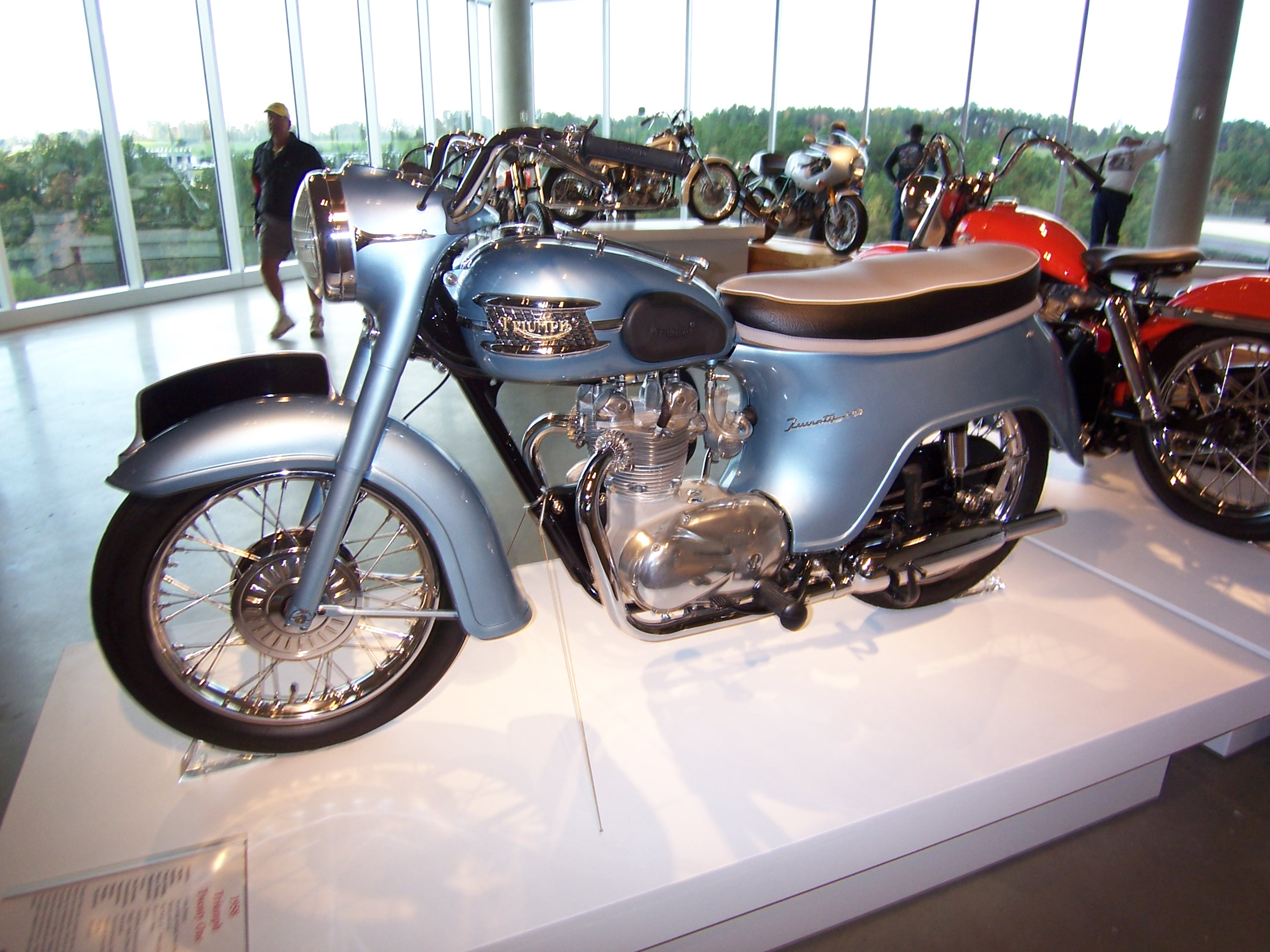
Triumph Twenty-One de 350 cc con el extremo trasero carenado y manillar más alto para el mercado de EE. UU. (1958)

La primera motocicleta de dos cilindros de construcción unitaria fabricada por Triumph, la 'Twenty One' 3TA de 350 cc (21 ci), diseñada por Turner y Wickes, se presentó con motivo del 21 aniversario de Triumph Engineering Co. Ltd en 1957. Desafortunadamente, también tenía el primer volumen trasero en forma de "bañera", lo que resultó ser un gran error de estilo, hasta el punto de que los distribuidores supuestamente debieron modificarlos para poder vender las motocicletas. La nueva Triumph Speed Twin de Turner, la 5TA introducida en 1959, era una versión de 500 cc de este motor y tenía un estilo similar. Los modelos 6T Thunderbird y T110 también tenían el carenado trasero en forma de bañera. Aunque rápidamente imitado por los competidores, finalmente Turner renunció a esta impopular característica, y la "bañera" se fue reduciendo cada vez más hasta desaparecer por completo en las versiones finales de 1966. Las versiones más deportivas de la 5TA (Tiger 100) y de la 3TA (Tiger 90) se produjeron de 1960 a 1974 y de 1963 a 1969, respectivamente.

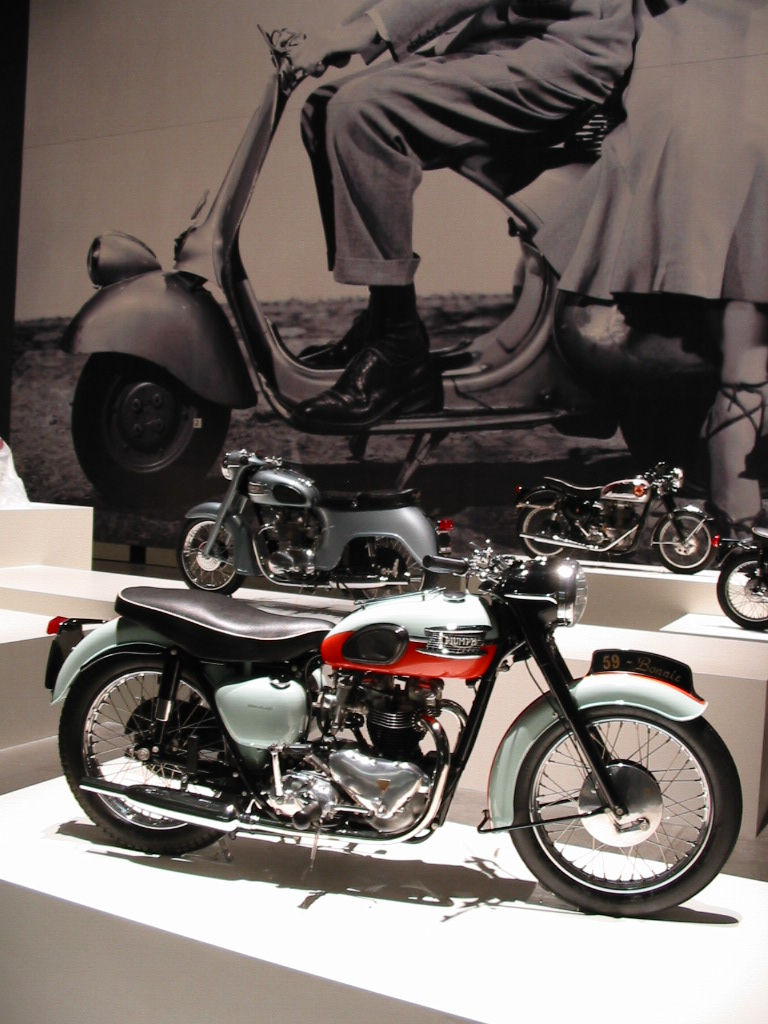
Las primeras Bonneville T120 de 1959 tenían la góndola de los faros y los guardabarros con la misma cenefa profunda utilizada en otros modelos, pero se eliminó a partir de 1960

En 1958 surgió una versión de doble carburador del motor de 650 cc. El piloto de pruebas de Triumph, Percy Tait, alcanzó las 128 mph en un prototipo de la Bonneville T120 en la pista de pruebas de la Motor Industry Research Association (MIRA). La "Bonnie" se convirtió en un punto de gran interés en el Salón de Motocicletas de Earl's Court de 1958.
Turner, desconfiado de las opciones de carreras y de alto rendimiento, pensó que la "Bonnie" era un mal diseño y supuestamente le dijo a Frank Baker, gerente del departamento experimental de Triumph: "Esto, muchacho, nos llevará directamente a Carey Street (la calle donde estaban los tribunales de quiebras)."

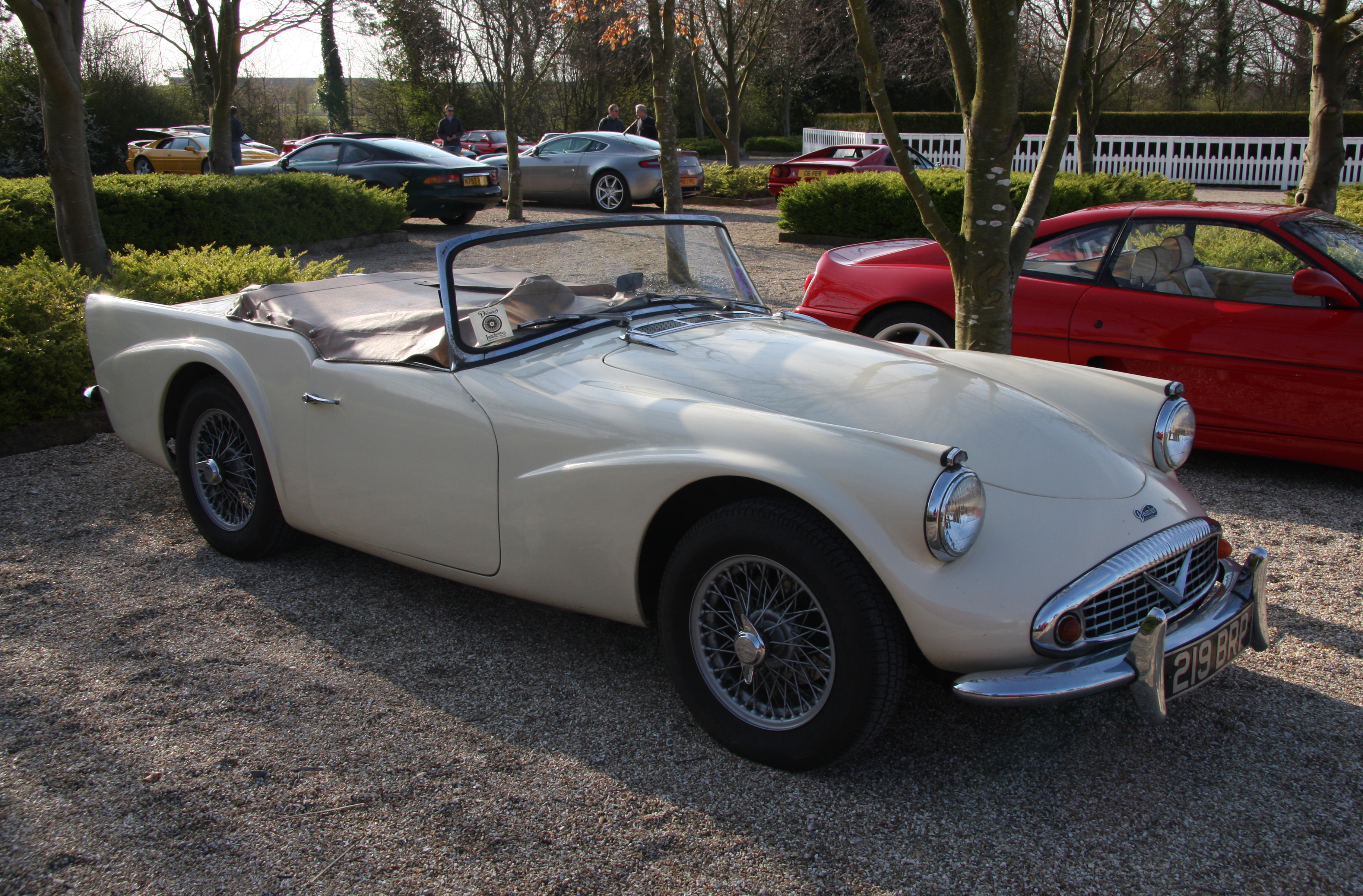
Daimler SP250, también conocido como 'Dart'

Para 1959, Turner diseñó los motores Daimler V8 de 2.5 y 4.5 litros de cámaras hemisféricas utilizados en los automóviles deportivos Daimler SP250 y Daimler Majestic Major respectivamente. El engranaje de las válvulas era más similar al del motor Chrysler Hemi que al de las motocicleta Triumph, basado en el diseño del Riley.
En 1960 realizó una gira por las fábricas de Honda, Suzuki y Yamaha en Japón, quedando impresionado por la escala de producción de sus competidores. Ya en 1961, comenzó a ser presionado para que se retirase. Bert Hopwood renunció a AMC y aceptó la oferta de Turner de trabajar para Triumph como director y gerente general. Fue en este momento cuando Hopwood concibió la idea de una motocicleta de tres cilindros, y el ingeniero Doug Hele completó el diseño. Daimler se vendió a Jaguar, y el motor V-8 de Edward Turner se colocó en la carrocería del Jaguar Mark 2 con un interior mejorado y una parrilla de la marca Daimler, convirtiéndose en el Daimler 2½ litre V8.
En 1962, el último año de los modelos de "pre-unidad", Triumph usó un cuadro con tubos descendentes delanteros gemelos, pero volvió a un tubo descendente delantero único tradicional de Triumph para los modelos de construcción unitaria que le siguieron. A partir de 1963, todos los motores Triumph fueron de construcción unitaria.

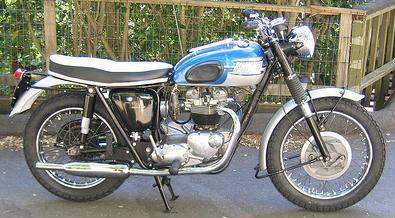
Triumph TR6R Trophy con motor Turner de 650 cc (1964)

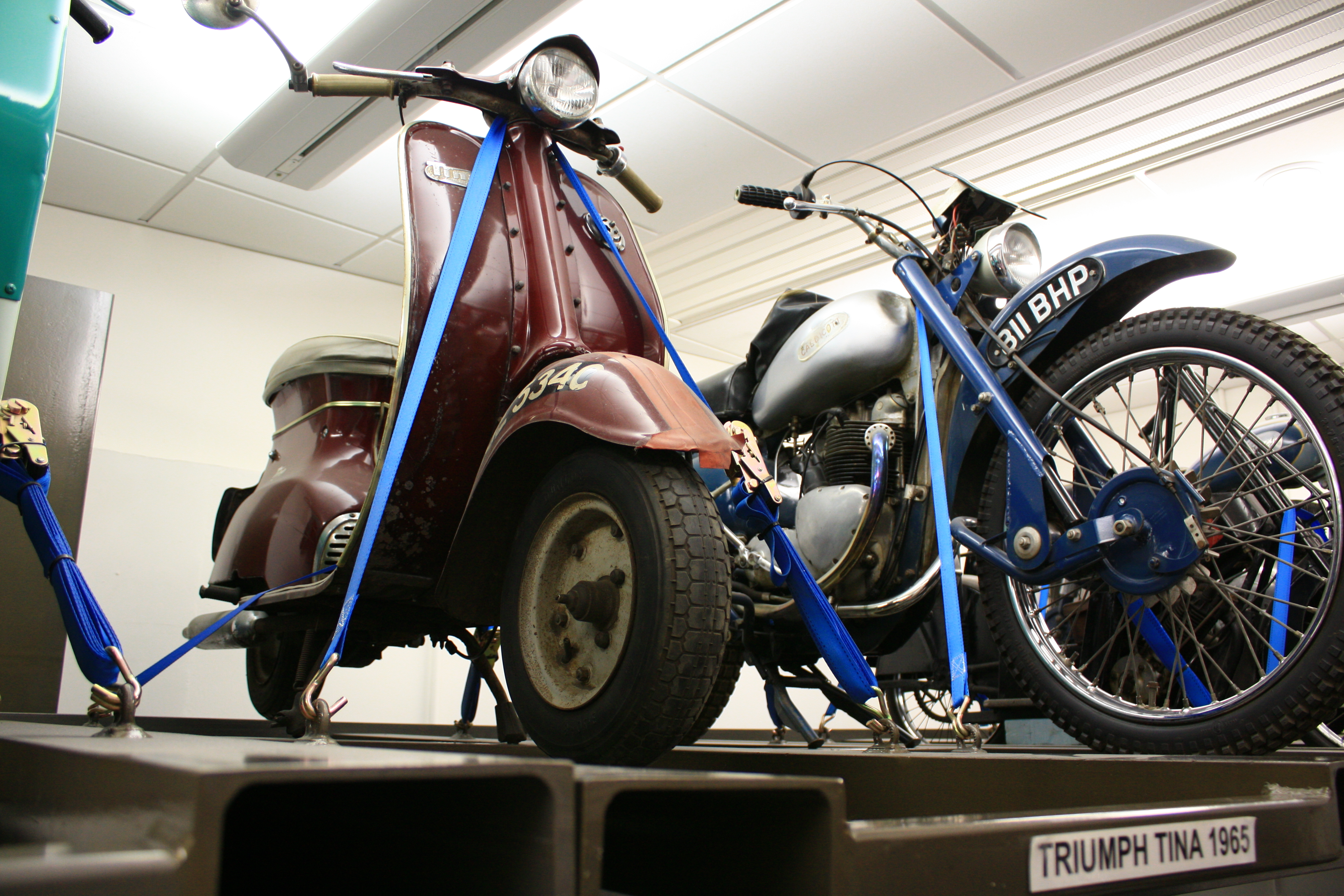
Escúter Triumph Tina de 1965 (izquierda), en el Museo del Transporte de Coventry

Se introdujeron dos escúteres diseñados por Turner alrededor de 1958, el Triumph Tigress de alto rendimiento (también vendido como BSA Sunbeam) y en 1963 el Tina (más tarde llamado T10), una motocicleta de transmisión automática de 100 cc diseñada por Turner para ir de compras.
Turner se retiró como Director Ejecutivo de la División Automotriz (que incluía las motocicletas) en 1963, pero mantuvo su Dirección en BSA. Al parecer, en ese momento estaba descontento por el rumbo que estaba tomando la empresa. Bert Hopwood tenía la esperanza de ser nombrado sucesor de Turner, pero el cargo fue para Harry Sturgeon de BSA. Entonces, la dirección de BSA se hizo cargo por completo de la política de Triumph. Sturgeon decidió agilizar las operaciones de motocicletas después de que McKinsey, un consultor de negocios internacionales, recomendara tratar a las dos empresas como una sola.
En 1966, Turner trabajó en un diseño de motor de cuatro cilindros de gran cilindrada que no fue construido, y en 1967 a los 66 años, se retiró de la Junta de BSA, siendo sustituido por Harry Sturgeon. A diferencia de Turner, Sturgeon estaba convencido de que Triumph tenía que participar en las carreras, y John Hartle ganó el evento de producción TT de Man de 1967 en una Bonneville, justo antes de que Harry Sturgeon muriera repentinamente y fuera reemplazado por Lionel Jofeh.
En noviembre de 1970 se llevó a cabo el último gran lanzamiento comercial y de prensa de la empresa en crisis. La gama incluía un motor bicilíndrico OHC de 350 cc con dos carburadores y transmisión de cinco velocidades, diseñado por Turner (ya retirado) como su último proyecto, y perfeccionado por Bert Hopwood y Doug Hele. Se iba a vender como Triumph Bandit y como BSA Fury, que se distinguían por pequeños cambios estéticos y esquemas de pintura, con 34 bhp y una velocidad máxima de 110 mph. Aunque se incluyó en la publicidad de ese año, los problemas financieros obligaron a cancelar el modelo antes de entrar en producción. Todavía se conservan varios prototipos de preproducción.

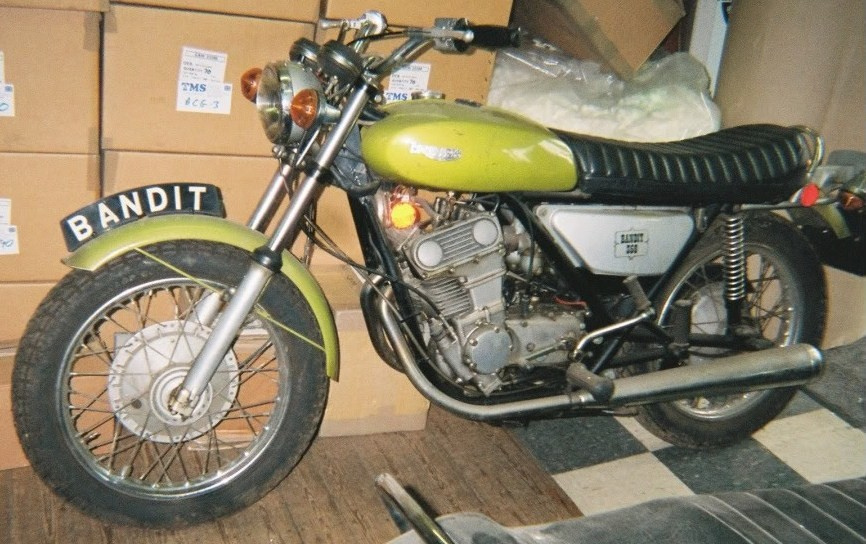
El prototipo de 1971 de la Bandit fue concebido por Turner, pero la versión destinada a la producción fue de Doug Hele y Bert Hopwood

Este modelo representó un intento de BSA-Triumph de competir en la categoría más amplia de los 350 cc, siendo la cilindrada más vendida en ese momento. En una edición de principios de la década de 1970 de Cycle Buyers Guide (una lista anual de todas las motocicletas disponibles) se decía que en el año anterior a la publicación, Honda había vendido más motocicletas de 350 cc que Yamaha.
BSA-Triumph comercializó dos versiones de sistema de escape en las Bandit y las Fury. La versión Street Scrambler 'SS' tenía un sistema negro mate de montaje alto con ambos tubos en el mismo lado, y la otra versión tenía escapes cromados brillantes convencionalmente montados por abajo en ambos lados. La compañía realizó una gran campaña publicitaria en los medios, editando folletos de varias páginas en todas las principales publicaciones de motocicletas de EE.UU., en una resuelta respuesta al desafío de los japoneses mediante el diseño de máquinas de 350 cc competitivas y estéticamente actualizadas.
Las motos fueron muy bien recibidas, y muchos entusiastas esperaban su llegada, pero BSA-Triumph se encontraba en una situación financiera cada vez más deteriorada (disputas laborales, sistemas eléctricos poco fiables, motores con fugas de aceite y un estilo envejecido). Con recursos limitados, la empresa tomó la decisión de no producir las nuevas 350, sino de concentrarse en los "modelos probados".

## Reconocimientos
- Cuando el Royal Mail emitió seis sellos postales el 19 de julio de 2005, cada uno con una motocicleta británica clásica, Turner fue el único diseñador citado por su nombre en las notas de presentación adjuntas, en referencia al sello de 47 peniques con su Triumph Speed Twin de 1938.[17]

- En 2008, una dirección donde Turner vivía y trabajaba en Peckham, en el sudeste de Londres, recibió una Placa azul del concejo londinense de Southwark, tras una votación pública popular en 2007.[18] The Blue Plaque en 8 Philip Walk, donde vivía mientras trabajaba para la fábrica de cepillos para botellas de su padre, ahora en 6 Philip Walk, fue inaugurada por su hijo, Edward Turner Jr, el domingo 25 de octubre de 2009 en presencia de sus hermanos, Jane Meadows y Charmian Hawley.[3][19][20]